# Rakoniewice Wąskotorowe
Rakoniewice Wąskotorowe - dawna wąskotorowa stacja kolejowa w Rakoniewicach, w województwie wielkopolskim, w Polsce. Była stacją początkową linii kolejowej do Krzywinia. Została zlikwidowana w 1973.